# لیدا عبدل
لیدا عبدل (زادهٔ ۱۹۷۳) هنرمند، عکاس، و کارگردان فیلم اهل افغانستان است.

## اوایل زندگی
عبدل در دسامبر ۱۹۷۹ با تهدید حمله شوروی از افغانستان گریخت و به هند، آلمان و آمریکا پناهنده شد. 